# Bedrijfshulpverlening

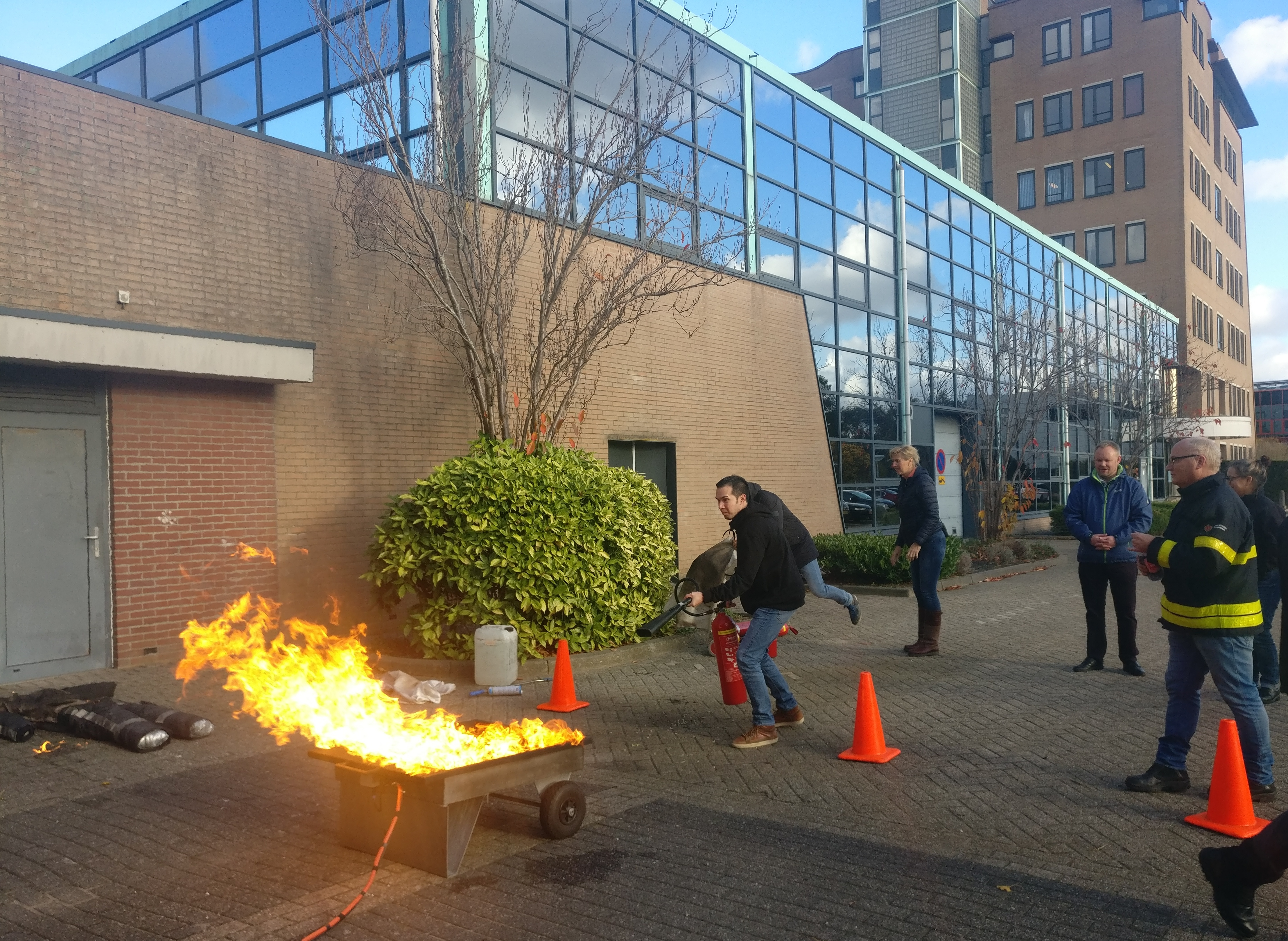
Training van bedrijfshulpverleners

Bedrijfshulpverlening (BHV) is de hulp die wordt verleend bij ongewenste gebeurtenissen in een organisatie, die de veiligheid en/of gezondheid van de werknemers en andere aanwezigen bedreigen, zoals ongevallen en brand. Bedrijfshulpverlening is verplicht voor werkgevers in Nederland.

## Wetgeving
In Richtlijn 89/391/EEG, van 12 juni 1989, van de Raad van de Europese Gemeenschappen, betreffende de tenuitvoerlegging van maatregelen ter bevordering van de verbetering van de veiligheid en de gezondheid van de werknemers op het werk, zijn verplichtingen vastgelegd voor werkgevers en werknemers over veiligheid en gezondheid op het werk. Alle landen van de Europese Unie moeten deze richtlijn verwerken tot nationale wetgeving en in Nederland is dit terug te vinden in artikel 3 van de Arbeidsomstandighedenwet. In deze Wet wordt onder andere gesproken van het verlenen van deskundige bijstand op het gebied van bedrijfshulpverlening. Werknemers die deze deskundige bijstand binnen een bedrijf of instelling verlenen, worden bedrijfshulpverleners (BHV'ers) genoemd. Alle bedrijfshulpverleners van een organisatie vormen samen de BHV-organisatie. Sinds 1994 is bedrijfshulpverlening in organisaties verplicht. Voor sommige organisaties worden uitzonderingen gemaakt, maar als bijzondere gevaren aanwezig zijn, kan worden bepaald dat deze regel ook op hen van toepassing is.

## Risico-inventarisatie en -evaluatie
Iedere organisatie die de veiligheid en gezondheid van werknemers en andere aanwezigen wil garanderen, dient te beginnen met een risico-inventarisatie en -evaluatie (RI&E). Als basis voor het te voeren arbeidsomstandighedenbeleid legt de werkgever hierin schriftelijk vast welke risico's de arbeid voor de werknemers met zich mee brengt. Een plan van aanpak, waarin is beschreven welke maatregelen zullen worden genomen om die risico's te bestrijden, kan aan de hand van de RI&E worden gemaakt. In dit plan van aanpak wordt opgenomen binnen welke termijn de maatregelen zullen worden genomen. Nadat de meeste risico's aan de hand van het plan van aanpak zijn beperkt, zullen altijd een aantal risico's overblijven. Dit worden restrisico's genoemd. Voorbeelden van restrisico's zijn brand, ongeval en alle andere risico's die van tevoren niet zijn uit te sluiten.

## Maatgevende factoren
Maatgevende factoren zijn factoren waarmee rekening gehouden moet worden bij de opzet van de bedrijfshulpverlening. De belangrijkste maatgevende factoren zijn:
- de aard, grootte en ligging van de organisatie;
- de in de organisatie aanwezige gevaren (ook gevaren vanuit de omgeving) en de voor de organisatie maatgevende brandscenario's;
- het terreurdreigingsniveau;
- het aantal aanwezige werknemers en anderen (inclusief de tijdstippen waarop zij aanwezig zijn);
- het aantal niet zelfredzame personen (zij die zichzelf in een noodgeval niet zelfstandig in veiligheid kunnen brengen);
- de opkomsttijd van de professionele hulpverleningsdiensten;
- de aanwezigheid van een infrastructuur op het gebied van arbeidsomstandigheden;
- de samenwerkingsmogelijkheden met andere organisaties;
- de aantoonbare aanwezige deskundigheid.

## Intern noodplan
Het intern noodplan wordt opgesteld op basis van de restrisico's en de maatgevende factoren (artikel 5 van de arbo-wet). Het intern noodplan wordt schriftelijk vastgelegd en periodiek herzien (ook wel een bedrijfsnoodplan of calamiteiten plan genoemd). In het intern noodplan staat beschreven welke maatregelen en voorzieningen het bedrijf heeft genomen om na een ongeval of incident tijdig en op de juiste wijze te kunnen reageren, hoe en wie er reageren wanneer op basis van de aanwezige en het incident of calamiteit. De inhoud van een noodplan, of een onderdeel van het noodplan is een "een ontruimingsplan" (conform NEN8112).

## BHV-organisatie
Een BHV-organisatie omvat alle personen die ten aanzien van de bedrijfshulpverlening taken, verantwoordelijkheden en bevoegdheden hebben. 
De taken, verantwoordelijkheden en bevoegdheden van de BHV-organisatie zijn schriftelijk vastgelegd en de leden van de BHV-organisatie worden schriftelijk aangesteld. De werkgever kan zelf de BHV-taken op zich nemen, maar moet wel ten minste één werknemer aanwijzen die hem vervangt bij zijn afwezigheid. Binnen de BHV-organisatie zijn bedrijfshulpverleners aangesteld die zijn belast met minimaal de hieronder vermelde taken.

### Taken bedrijfshulpverleners
De taken van bedrijfshulpverleners zijn in ieder geval:
- het verlenen van eerste hulp bij ongevallen;
- het alarmeren van hulpdiensten;
- het beperken en het bestrijden van een beginnende brand en het beperken van de gevolgen van ongevallen;
- het in noodsituaties alarmeren en evacueren van alle werknemers en andere personen in het bedrijf of de inrichting.

Het is de verantwoordelijkheid van de werkgever dat doeltreffende verbindingen worden onderhouden met externe hulpverleningsorganisaties, zoals de gemeentelijke of regionale brandweer en de ambulance. Dit is van belang voor noodsituaties waarin de deskundigheid en hulpmiddelen van de bedrijfshulpverleners niet toereikend zijn, zoals bij een grote brand of een reanimatie.

### Aantal bedrijfshulpverleners
Op basis van de risico scenario's en naar aanleiding van het aantal personen dat nodig is om alle maatregelen die beschreven zijn in het BHV-plan adequaat te kunnen uitvoeren, wordt het benodigde aantal bedrijfshulpverleners vastgesteld. De restrisico's (RI&E) en de maatgevende factoren die voor de organisatie gelden, spelen hierbij een grote rol. Tevens wordt bij de bepaling van het aantal hulpverleners rekening gehouden met hun afwezigheid, bijvoorbeeld ten gevolge van ziekte, verlof, etc. Steeds moet worden gegarandeerd dat alle taken, bevoegdheden en verantwoordelijkheden binnen de BHV-organisatie adequaat en doelmatig worden vervuld. Zo kan het noodzakelijk zijn dat in een organisatie waar zich veel niet-zelfredzame personen bevinden (zoals kinderen, bejaarden, patiënten, of gehandicapten), alle werknemers worden opgeleid en aangesteld als bedrijfshulpverlener, omdat al deze werknemers nodig zijn voor een adequate uitvoering van de in het BHV-plan beschreven maatregelen.

## Opleiding en certificering
In Nederland wordt het volgen van een opleiding voor iedere bedrijfshulpverlener door de Arbeidsomstandighedenwet verplicht. Onafhankelijk waar een opleiding is gevolgd, is het voor een bedrijfshulpverlener mogelijk een vakbekwaamheidscertificaat te halen om aan te kunnen tonen dat de benodigde kennis en vaardigheden worden beheerst en de vereiste competentie is bereikt. Na het behalen van het certificaat volgen jaarlijkse herhalingscursussen om de vaardigheden op peil te houden